# Eisschnelllauf-Weltcup 1992/93
Der Eisschnelllauf-Weltcup 1992/93 wurde für Frauen und Männer an acht Weltcupstationen in neun Ländern ausgetragen. Die Saison begann am 28. November 1992 und endete am 7. März 1993. Hier wurden von Frauen Strecken von 500 bis 5.000 und der Männer von 500 bis 10.000 Meter gelaufen.
Siehe auch: Liste der Gesamtweltcupsieger im Eisschnelllauf

## Wettbewerbe

### Frauen

#### Weltcup-Übersicht
| Datum                                                                                      | Ort                                  | Disziplin          | Sieger                    | Zweiter                 | Dritter                   |
| ------------------------------------------------------------------------------------------ | ------------------------------------ | ------------------ | ------------------------- | ----------------------- | ------------------------- |
| 28. Bis 29. Nov. 1992                                                                      | Berlin (Sportforum Hohenschönhausen) | 1.500 m            | Gunda Niemann             | Emese Hunyady           | Heike Warnicke            |
| 28. Bis 29. Nov. 1992                                                                      | Berlin (Sportforum Hohenschönhausen) | 3.000 m            | Gunda Niemann             | Heike Warnicke          | Emese Hunyady             |
| 28. Bis 29. Nov. 1992                                                                      | Berlin (Sportforum Hohenschönhausen) | 5.000 m            | Gunda Niemann             | Heike Warnicke          | Carla Zijlstra            |
| 5. Bis 6. Dez. 1992                                                                        | Helsinki (Oulunkylä Liikuntapuisto)  | 1.500 m            | Gunda Niemann             | Emese Hunyady           | Heike Warnicke            |
| 5. Bis 6. Dez. 1992                                                                        | Helsinki (Oulunkylä Liikuntapuisto)  | 3.000 m            | Gunda Niemann             | Heike Warnicke          | Emese Hunyady             |
| 5. Bis 6. Dez. 1992                                                                        | Helsinki (Oulunkylä Liikuntapuisto)  | 5.000 m            | Gunda Niemann             | Heike Warnicke          | Carla Zijlstra            |
| 5. Bis 6. Dez. 1992                                                                        | Karuizawa (Wind Park Skating Rink)   | 500 m (5. Dez.)    | Ye Qiaobo                 | Bonnie Blair            | Catriona LeMay            |
| 5. Bis 6. Dez. 1992                                                                        | Karuizawa (Wind Park Skating Rink)   | 1.000 m (5. Dez.)  | Ye Qiaobo                 | Bonnie Blair            | Seiko Hashimoto           |
| 5. Bis 6. Dez. 1992                                                                        | Karuizawa (Wind Park Skating Rink)   | 500 m (6. Dez.)    | Ye Qiaobo                 | Bonnie Blair            | Kyoko Shimazaki           |
| 5. Bis 6. Dez. 1992                                                                        | Karuizawa (Wind Park Skating Rink)   | 1.000 m (6. Dez.)  | Seiko Hashimoto           | Ye Qiaobo               | Anke Baier                |
| 12. Bis 13. Dez. 1992                                                                      | Seoul (Taereung Ice Rink)            | 500 m (12. Dez.)   | Ye Qiaobo                 | Bonnie Blair            | Susan Auch                |
| 12. Bis 13. Dez. 1992                                                                      | Seoul (Taereung Ice Rink)            | 1.000 m (12. Dez.) | Bonnie Blair              | Anke Baier              | Seiko Hashimoto           |
| 12. Bis 13. Dez. 1992                                                                      | Seoul (Taereung Ice Rink)            | 500 m (13. Dez.)   | Ye Qiaobo                 | Kyoko Shimazaki         | Bonnie Blair              |
| 12. Bis 13. Dez. 1992                                                                      | Seoul (Taereung Ice Rink)            | 1.000 m (13. Dez.) | Bonnie Blair              | Christine Aaftink       | Seiko Hashimoto           |
| 16. Bis 17. Jan. 1993                                                                      | Davos (Eisstadion Davos)             | 500 m (16. Jan.)   | Ye Qiaobo                 | Susan Auch              | Christine Aaftink         |
| 16. Bis 17. Jan. 1993                                                                      | Davos (Eisstadion Davos)             | 1.500 m (16. Jan.) | Natalja Poloskowa-Koslowa | Emese Hunyady           | Heike Warnicke            |
| 16. Bis 17. Jan. 1993                                                                      | Davos (Eisstadion Davos)             | 1.000 m (17. Jan.) | Bonnie Blair              | Ye Qiaobo               | Christine Aaftink         |
| 16. Bis 17. Jan. 1993                                                                      | Davos (Eisstadion Davos)             | 3.000 m (17. Jan.) | Heike Warnicke            | Emese Hunyady           | Swetlana Baschanowa       |
| Mehrkampfeuropameisterschaft in Heerenveen (Thialf), 22.–24. Januar 1993                   |                                      |                    |                           |                         |                           |
| Mehrkampfweltmeisterschaft in Berlin (Sportforum Hohenschönhausen), 6.–7. Februar 1993     |                                      |                    |                           |                         |                           |
| Sprintweltmeisterschaft in Ikaho (Machiyama Highland Skating Center), 27.–28. Februar 1993 |                                      |                    |                           |                         |                           |
| 5. Bis 7. Mär. 1993                                                                        | Inzell (Eisstadion Inzell)           | 500 m              | Ye Qiaobo                 | Bonnie Blair            | Yang Chunyuan             |
| 5. Bis 7. Mär. 1993                                                                        | Inzell (Eisstadion Inzell)           | 1.000 m            | Shiho Kusunose            | Ewa Sylwia Borkowska    | Bonnie Blair              |
| 5. Bis 7. Mär. 1993                                                                        | Inzell (Eisstadion Inzell)           | 1.500 m            | Gunda Niemann             | Swetlana Baschanowa     | Natalja Poloskowa-Koslowa |
| 5. Bis 7. Mär. 1993                                                                        | Inzell (Eisstadion Inzell)           | 3.000 m            | Gunda Niemann             | Heike Warnicke          | Carla Zijlstra            |
| 13. Bis 14. Mär. 1993                                                                      | Heerenveen (Thialf)                  | 500 m (13. Mär.)   | Ye Qiaobo                 | Bonnie Blair            | Yoo Seon-hee              |
| 13. Bis 14. Mär. 1993                                                                      | Heerenveen (Thialf)                  | 1.500 m (14. Mär.) | Gunda Niemann             | Emese Hunyady           | Heike Warnicke            |
| 13. Bis 14. Mär. 1993                                                                      | Heerenveen (Thialf)                  | 3.000 m (13. Mär.) | Gunda Niemann             | Heike Warnicke          | Emese Hunyady             |
| 13. Bis 14. Mär. 1993                                                                      | Heerenveen (Thialf)                  | 1.000 m            | Shiho Kusunose            | Bonnie Blair Anke Baier |                           |
| 13. Bis 14. Mär. 1993                                                                      | Heerenveen (Thialf)                  | 500 m (14. Mär.)   | Ye Qiaobo                 | Bonnie Blair            | Yoo Seon-hee              |
| 13. Bis 14. Mär. 1993                                                                      | Heerenveen (Thialf)                  | 5.000 m (14. Mär.) | Gunda Niemann             | Heike Warnicke          | Emese Hunyady             |

#### 500 Meter
(Endstand: Nach 8 Rennen)
| Rang | Name                 | Land                | Punkte |
| ---- | -------------------- | ------------------- | ------ |
| 1    | Ye Qiaobo            | Volksrepublik China | 175    |
| 2    | Bonnie Blair         | Vereinigte Staaten  | 152    |
| 3    | Susan Auch           | Kanada              | 119    |
| 4    | Yoo Seon-hee         | Südkorea            | 116    |
| 5    | Catriona LeMay       | Kanada              | 107    |
| 6    | Kyoko Shimazaki      | Japan               | 98     |
| 7    | Christine Aaftink    | Niederlande         | 86     |
| 8    | Anke Baier           | Deutschland         | 80     |
| 9    | Edel Therese Høiseth | Norwegen            | 76     |
| 10   | Peggy Clasen         | Vereinigte Staaten  | 75     |
|      |                      |                     |        |
| 12   | Sabine Völker        | Deutschland         | 63     |
| 18   | Monique Garbrecht    | Deutschland         | 28     |
| 20   | Christina Zummack    | Deutschland         | 24     |
| 27   | Franziska Schenk     | Deutschland         | 10     |

#### 1.000 Meter
(Endstand: Nach 7 Rennen)
| Rang | Name                                 | Land                | Punkte |
| ---- | ------------------------------------ | ------------------- | ------ |
| 1    | Bonnie Blair                         | Vereinigte Staaten  | 139    |
| 2    | Anke Baier                           | Deutschland         | 115    |
| 3    | Ye Qiaobo                            | Volksrepublik China | 108    |
| 4    | Christine Aaftink                    | Niederlande         | 96     |
| 5    | Seiko Hashimoto Edel Therese Høiseth | Japan Norwegen      | 85     |
| 7    | Sabine Völker                        | Deutschland         | 78     |
| 8    | Yoo Seon-hee                         | Südkorea            | 77     |
| 9    | Peggy Clasen                         | Vereinigte Staaten  | 70     |
| 10   | Mihaela Dascălu                      | Rumänien            | 67     |
|      |                                      |                     |        |
| 11   | Jacqueline Börner                    | Deutschland         | 58     |
| 13   | Franziska Schenk                     | Deutschland         | 46     |
| 14   | Monique Garbrecht                    | Deutschland         | 41     |
| 26   | Ulrike Adeberg                       | Deutschland         | 17     |

#### 1.500 Meter
(Endstand: Nach 5 Rennen)
| Rang | Name                             | Land                 | Punkte |
| ---- | -------------------------------- | -------------------- | ------ |
| 1    | Gunda Niemann                    | Deutschland          | 100    |
| 2    | Emese Hunyady                    | Österreich           | 88     |
| 3    | Heike Warnicke                   | Deutschland          | 80     |
| 4    | Swetlana Baschanowa              | Russland             | 76     |
| 5    | Natalja Poloskowa-Koslowa        | Russland             | 69     |
| 6    | Mihaela Dascălu Annamarie Thomas | Rumänien Niederlande | 57     |
| 8    | Bonnie Blair                     | Vereinigte Staaten   | 54     |
| 9    | Else Ragni Yttredal              | Norwegen             | 49     |
| 10   | Ewa Wasilewska-Borkowska         | Polen                | 43     |
|      |                                  |                      |        |
| 11   | Claudia Pechstein                | Deutschland          | 36     |
| 13   | Monique Garbrecht                | Deutschland          | 34     |
| 16   | Ulrike Adeberg                   | Deutschland          | 24     |
| 23   | Jacqueline Börner                | Deutschland          | 12     |
| 25   | Emese Antal                      | Österreich           | 11     |
| 28   | Anja Mischke                     | Deutschland          | 6      |

#### 3.000/5.000 Meter
(Endstand: Nach 8 Rennen)
| Rang | Name                  | Land        | Punkte |
| ---- | --------------------- | ----------- | ------ |
| 1    | Gunda Niemann         | Deutschland | 175    |
| 2    | Heike Warnicke        | Deutschland | 157    |
| 3    | Emese Hunyady         | Österreich  | 127    |
| 4    | Carla Zijlstra        | Niederlande | 126    |
| 5    | Swetlana Baschanowa   | Russland    | 121    |
| 6    | Elena Belci-Dal Farra | Italien     | 111    |
| 7    | Claudia Pechstein     | Deutschland | 91     |
| 8    | Mie Uehara            | Japan       | 81     |
| 9    | Anja Mischke          | Deutschland | 55     |
| 10   | Jasmin Krohn          | Schweden    | 54     |
|      |                       |             |        |
| 26   | Emese Antal           | Österreich  | 14     |
| 30   | Ulrike Adeberg        | Deutschland | 3      |

### Männer

#### Weltcup-Übersicht
| Datum                                                                                      | Ort                                           | Disziplin           | Sieger              | Zweiter                               | Dritter             |
| ------------------------------------------------------------------------------------------ | --------------------------------------------- | ------------------- | ------------------- | ------------------------------------- | ------------------- |
| 28. Bis 29. Nov. 1992                                                                      | Berlin (Sportforum Hohenschönhausen)          | 1.500 m             | Falko Zandstra      | Rintje Ritsma                         | Roberto Sighel      |
| 28. Bis 29. Nov. 1992                                                                      | Berlin (Sportforum Hohenschönhausen)          | 5.000 m             | Bart Veldkamp       | Falko Zandstra                        | Rintje Ritsma       |
| 5. Bis 6. Dez. 1992                                                                        | Helsinki (Oulunkylä Liikuntapuisto)           | 1.500 m             | Rintje Ritsma       | Falko Zandstra                        | Peter Adeberg       |
| 5. Bis 6. Dez. 1992                                                                        | Helsinki (Oulunkylä Liikuntapuisto)           | 5.000 m             | Falko Zandstra      | Bart Veldkamp                         | Johann Olav Koss    |
| 5. Bis 6. Dez. 1992                                                                        | Karuizawa (Wind Park Skating Rink)            | 500 m (5. Dez.)     | Igor Schelesowski   | Alexander Golubew                     | Dan Jansen          |
| 5. Bis 6. Dez. 1992                                                                        | Karuizawa (Wind Park Skating Rink)            | 1.000 m (5. Dez.)   | Igor Schelesowski   | Roland Brunner                        | Yukinori Miyabe     |
| 5. Bis 6. Dez. 1992                                                                        | Karuizawa (Wind Park Skating Rink)            | 500 m (6. Dez.)     | Dan Jansen          | Igor Schelesowski                     | Yukinori Miyabe     |
| 5. Bis 6. Dez. 1992                                                                        | Karuizawa (Wind Park Skating Rink)            | 1.000 m (6. Dez.)   | Igor Schelesowski   | Sean Ireland                          | Dan Jansen          |
| 12. Bis 13. Dez. 1992                                                                      | Seoul (Taereung Ice Rink)                     | 500 m (12. Dez.)    | Dan Jansen          | Sergei Klewtschenja                   | Alexander Golubew   |
| 12. Bis 13. Dez. 1992                                                                      | Seoul (Taereung Ice Rink)                     | 1.000 m (12. Dez.)  | Igor Schelesowski   | Viktor Tsjupira                       | Dan Jansen          |
| 12. Bis 13. Dez. 1992                                                                      | Seoul (Taereung Ice Rink)                     | 500 m (13. Dez.)    | Dan Jansen          | Igor Schelesowski                     | Yasunori Miyabe     |
| 12. Bis 13. Dez. 1992                                                                      | Seoul (Taereung Ice Rink)                     | 1.000 m (13. Dez.)  | Igor Schelesowski   | Yasunori Miyabe                       | Viktor Tsjupira     |
| 16. Bis 17. Jan. 1993                                                                      | Innsbruck (Olympia Eisstadion Innsbruck)      | 500 m (16. Jan.)    | Sergei Klewtschenja | Igor Schelesowski                     | Alexander Golubew   |
| 16. Bis 17. Jan. 1993                                                                      | Innsbruck (Olympia Eisstadion Innsbruck)      | 1.000 m             | Igor Schelesowski   | Dan Jansen                            | Viktor Tsjupira     |
| 16. Bis 17. Jan. 1993                                                                      | Innsbruck (Olympia Eisstadion Innsbruck)      | 1.500 m             | Rintje Ritsma       | Ådne Søndrål                          | Peter Adeberg       |
| 16. Bis 17. Jan. 1993                                                                      | Innsbruck (Olympia Eisstadion Innsbruck)      | 5.000 m             | Johann Olav Koss    | Rintje Ritsma                         | Andrej Muratov      |
| 16. Bis 17. Jan. 1993                                                                      | Innsbruck (Olympia Eisstadion Innsbruck)      | 500 m (17. Jan.)    | Dan Jansen          | Sergei Klewtschenja                   | Igor Schelesowski   |
| Mehrkampfeuropameisterschaft in Heerenveen (Thialf), 22.–24. Januar 1993                   |                                               |                     |                     |                                       |                     |
| 6. Bis 7. Feb. 1993                                                                        | Baselga di Pinè (Stadio del ghiaccio di Piné) | 500 m (6. Feb.)     | Hiroyasu Shimizu    | Yasunori Miyabe                       | Dan Jansen          |
| 6. Bis 7. Feb. 1993                                                                        | Baselga di Pinè (Stadio del ghiaccio di Piné) | 1.000 m (6. Feb.)   | Igor Schelesowski   | Dan Jansen                            | Sergei Klewtschenja |
| 6. Bis 7. Feb. 1993                                                                        | Baselga di Pinè (Stadio del ghiaccio di Piné) | 500 m (7. Feb.)     | Dan Jansen          | Yasunori Miyabe                       | Manabu Horii        |
| 6. Bis 7. Feb. 1993                                                                        | Baselga di Pinè (Stadio del ghiaccio di Piné) | 1.000 m (7. Feb.)   | Igor Schelesowski   | Dan Jansen                            | Hiroyasu Shimizu    |
| Mehrkampfweltmeisterschaft in Hamar (Vikingskipet), 13.–14. Februar 1993                   |                                               |                     |                     |                                       |                     |
| 20. Bis 21. Feb. 1993                                                                      | Göteborg (Ruddalens Idrottsplats)             | 1.500 m             | Ådne Søndrål        | Rintje Ritsma                         | Falko Zandstra      |
| 20. Bis 21. Feb. 1993                                                                      | Göteborg (Ruddalens Idrottsplats)             | 5.000 m             | Bart Veldkamp       | Rintje Ritsma                         | Johann Olav Koss    |
| Sprintweltmeisterschaft in Ikaho (Machiyama Highland Skating Center), 27.–28. Februar 1993 |                                               |                     |                     |                                       |                     |
| 5. Bis 7. Mär. 1993                                                                        | Inzell (Eisstadion Inzell)                    | 1.000 m             | Dan Jansen          | Igor Schelesowski                     | Arjan Schreuder     |
| 5. Bis 7. Mär. 1993                                                                        | Inzell (Eisstadion Inzell)                    | 1.500 m             | Peter Adeberg       | Arjan Schreuder                       | Rintje Ritsma       |
| 5. Bis 7. Mär. 1993                                                                        | Inzell (Eisstadion Inzell)                    | 5.000 m             | Bart Veldkamp       | Falko Zandstra                        | Rintje Ritsma       |
| 5. Bis 7. Mär. 1993                                                                        | Inzell (Eisstadion Inzell)                    | 500 m               | Sergei Klewtschenja | Dan Jansen                            | Yasunori Miyabe     |
| 5. Bis 7. Mär. 1993                                                                        | Inzell (Eisstadion Inzell)                    | 500 m               | Dan Jansen          | Yasunori Miyabe                       | Sean Ireland        |
| 13. Bis 14. Mär. 1993                                                                      | Heerenveen (Thialf)                           | 500 m (13. Mär.)    | Alexander Golubew   | Sergei Klewtschenja Igor Schelesowski |                     |
| 13. Bis 14. Mär. 1993                                                                      | Heerenveen (Thialf)                           | 5.000 m (13. Mär.)  | Johann Olav Koss    | Bart Veldkamp                         | Falko Zandstra      |
| 13. Bis 14. Mär. 1993                                                                      | Heerenveen (Thialf)                           | 1.000 m             | Igor Schelesowski   | Dan Jansen                            | Arjan Schreuder     |
| 13. Bis 14. Mär. 1993                                                                      | Heerenveen (Thialf)                           | 1.500 m (14. Mär.)  | Johann Olav Koss    | Arjan Schreuder                       | Peter Adeberg       |
| 13. Bis 14. Mär. 1993                                                                      | Heerenveen (Thialf)                           | 500 m (14. Mär.)    | Sergei Klewtschenja | Dan Jansen                            | Kim Yoon-man        |
| 13. Bis 14. Mär. 1993                                                                      | Heerenveen (Thialf)                           | 10.000 m (14. Mär.) | Johann Olav Koss    | Bart Veldkamp                         | Kjell Storelid      |

#### 500 Meter
(Endstand: Nach 12 Rennen)
| Rang | Name                | Land               | Punkte |
| ---- | ------------------- | ------------------ | ------ |
| 1    | Dan Jansen          | Vereinigte Staaten | 229    |
| 2    | Sergei Klewtschenja | Russland           | 210    |
| 3    | Igor Schelesowski   | Belarus            | 196    |
| 4    | Yasunori Miyabe     | Japan              | 186    |
| 5    | Alexander Golubew   | Russland           | 183    |
| 6    | Yukinori Miyabe     | Japan              | 127    |
| 7    | Sean Ireland        | Kanada             | 126    |
| 8    | Viktor Tsjupira     | Russland           | 109    |
| 9    | Manabu Horii        | Japan              | 96     |
| 10   | Kim Yoon-man        | Südkorea           | 91     |
|      |                     |                    |        |
| 18   | Roland Brunner      | Österreich         | 54     |
| 19   | Timo Jankowski      | Deutschland        | 48     |
| 25   | Matthias Pfeiffer   | Deutschland        | 29     |
| 29   | Jörg Wichmann       | Deutschland        | 22     |
| 30   | Lars Funke          | Deutschland        | 18     |

#### 1.000 Meter
(Endstand: Nach 9 Rennen)
| Rang | Name                | Land               | Punkte |
| ---- | ------------------- | ------------------ | ------ |
| 1    | Igor Schelesowski   | Belarus            | 200    |
| 2    | Dan Jansen          | Vereinigte Staaten | 169    |
| 3    | Sergei Klewtschenja | Russland           | 126    |
| 4    | Viktor Tsjupira     | Russland           | 113    |
| 5    | Roland Brunner      | Österreich         | 109    |
| 6    | Sean Ireland        | Kanada             | 107    |
| 7    | Sylvain Bouchard    | Kanada             | 91     |
| 8    | Yukinori Miyabe     | Japan              | 88     |
| 9    | Gerard van Velde    | Niederlande        | 86     |
| 10   | Nico van der Vlies  | Niederlande        | 75     |
|      |                     |                    |        |
| 18   | Peter Adeberg       | Deutschland        | 38     |
| 20   | Jörg Wichmann       | Deutschland        | 30     |
| 24   | Lars Funke          | Deutschland        | 20     |
| 28   | Matthias Pfeiffer   | Deutschland        | 16     |

#### 1.500 Meter
(Endstand: Nach 6 Rennen)
| Rang | Name                           | Land                 | Punkte |
| ---- | ------------------------------ | -------------------- | ------ |
| 1    | Rintje Ritsma                  | Niederlande          | 112    |
| 2    | Peter Adeberg                  | Deutschland          | 101    |
| 3    | Falko Zandstra                 | Niederlande          | 98     |
| 4    | Arjan Schreuder                | Niederlande          | 93     |
| 5    | Ådne Søndrål                   | Norwegen             | 76     |
| 6    | Johann Olav Koss Markus Tröger | Norwegen Deutschland | 61     |
| 8    | Tōru Aoyanagi                  | Japan                | 60     |
| 9    | Michael Hadschieff             | Österreich           | 58     |
| 10   | Bart Veldkamp                  | Niederlande          | 50     |
|      |                                |                      |        |
| 20   | Roland Brunner                 | Österreich           | 20     |
| 27   | Zsolt Zakarias                 | Österreich           | 13     |

#### 5.000/10.000 Meter
(Endstand: Nach 7 Rennen)
| Rang | Name                     | Land                    | Punkte |
| ---- | ------------------------ | ----------------------- | ------ |
| 1    | Bart Veldkamp            | Niederlande             | 141    |
| 2    | Johann Olav Koss         | Norwegen                | 133    |
| 3    | Rintje Ritsma            | Niederlande             | 109    |
| 4    | Falko Zandstra           | Niederlande             | 99     |
| 5    | Kjell Storelid           | Norwegen                | 86     |
| 6    | Jaromir Radke            | Polen                   | 84     |
| 7    | Jewgeni Sanarow          | Kasachstan              | 81     |
| 8    | Kazuhiro Satō            | Japan                   | 79     |
| 9    | Steinar Johansen         | Norwegen                | 77     |
| 10   | Thomas Bos Markus Tröger | Niederlande Deutschland | 52     |
|      |                          |                         |        |
| 14   | Frank Dittrich           | Deutschland             | 39     |
| 15   | Christian Eminger        | Österreich              | 38     |
| 29   | Rudolf Jeklic Uwe Tonat  | Deutschland             | 5      |

## Gesamt
- Platz: Gibt die Reihenfolge der Athleten wieder. Diese wird durch die Anzahl der Weltcupsiege bestimmt. Bei gleicher Anzahl werden die 2. Platzierungen verglichen, danach die 3. Platzierungen
- Name: Nennt den Namen des Athleten
- Land: Nennt das Land, für das der Athlet startete
- Siege: Nennt die Anzahl der Weltcupsiege
- 2. Plätze: Nennt die Anzahl der errungenen 2. Plätze
- 3. Plätze: Nennt die Anzahl der errungenen 3. Plätze
- Gesamt: Nennt die Anzahl aller gewonnenen Medaillen

### Top Ten
Die Top Ten zeigt die zehn erfolgreichsten Sportler/-innen des Eisschnelllauf-Weltcups 1992/93.
| Platz | Name                | Land                | Siege | 2. Plätze | 3. Plätze | Gesamt |
| ----- | ------------------- | ------------------- | ----- | --------- | --------- | ------ |
| 1.    | Gunda Niemann       | Deutschland         | 11    | 0         | 0         | 11     |
| 2.    | Igor Schelesowski   | Belarus             | 9     | 5         | 1         | 15     |
| 3.    | Ye Qiaobo           | Volksrepublik China | 9     | 2         | 0         | 11     |
| 4.    | Dan Jansen          | Vereinigte Staaten  | 7     | 6         | 4         | 17     |
| 5.    | Johann Olav Koss    | Norwegen            | 4     | 0         | 2         | 6      |
| 6.    | Bonnie Blair        | Vereinigte Staaten  | 3     | 8         | 2         | 13     |
| 7.    | Sergei Klewtschenja | Russland            | 3     | 3         | 1         | 7      |
| 8.    | Bart Veldkamp       | Niederlande         | 3     | 3         | 0         | 6      |
| 9.    | Rintje Ritsma       | Niederlande         | 2     | 4         | 3         | 9      |
| 10.   | Falko Zandstra      | Niederlande         | 2     | 3         | 2         | 7      |

### Frauen
| Platz | Name                      | Land                | Siege | 2. Plätze | 3. Plätze | Gesamt |
| ----- | ------------------------- | ------------------- | ----- | --------- | --------- | ------ |
| 1.    | Gunda Niemann             | Deutschland         | 11    | 0         | 0         | 11     |
| 2.    | Ye Qiaobo                 | Volksrepublik China | 9     | 2         | 0         | 11     |
| 3.    | Bonnie Blair              | Vereinigte Staaten  | 3     | 8         | 2         | 13     |
| 4.    | Shiho Kusunose            | Japan               | 2     | 0         | 0         | 2      |
| 5.    | Heike Warnicke            | Deutschland         | 1     | 7         | 4         | 12     |
| 6.    | Seiko Hashimoto           | Japan               | 1     | 0         | 3         | 4      |
| 7.    | Natalja Poloskowa-Koslowa | Russland            | 1     | 0         | 1         | 2      |
| 8.    | Emese Hunyady             | Österreich          | 0     | 5         | 4         | 9      |
| 9.    | Anke Baier                | Deutschland         | 0     | 2         | 1         | 3      |
| 10.   | Christine Aaftink         | Niederlande         | 0     | 1         | 2         | 3      |
| 11.   | Kyoko Shimazaki           | Japan               | 0     | 1         | 1         | 2      |
| 11.   | Susan Auch                | Kanada              | 0     | 1         | 1         | 2      |
| 11.   | Swetlana Baschanowa       | Russland            | 0     | 1         | 1         | 2      |
| 14.   | Ewa Sylwia Borkowska      | Polen               | 0     | 1         | 0         | 1      |
| 15.   | Carla Zijlstra            | Niederlande         | 0     | 0         | 3         | 3      |
| 16.   | Yoo Seon-hee              | Südkorea            | 0     | 0         | 2         | 2      |
| 17.   | Catriona LeMay            | Kanada              | 0     | 0         | 1         | 1      |
| 17.   | Yang Chunyuan             | Volksrepublik China | 0     | 0         | 1         | 1      |

### Männer
| Platz | Name                | Land               | Siege | 2. Plätze | 3. Plätze | Gesamt |
| ----- | ------------------- | ------------------ | ----- | --------- | --------- | ------ |
| 1.    | Igor Schelesowski   | Belarus            | 9     | 5         | 1         | 15     |
| 2.    | Dan Jansen          | Vereinigte Staaten | 7     | 6         | 4         | 17     |
| 3.    | Johann Olav Koss    | Norwegen           | 4     | 0         | 2         | 6      |
| 4.    | Sergei Klewtschenja | Russland           | 3     | 3         | 1         | 7      |
| 5.    | Bart Veldkamp       | Niederlande        | 3     | 3         | 0         | 6      |
| 6.    | Rintje Ritsma       | Niederlande        | 2     | 4         | 3         | 9      |
| 7.    | Falko Zandstra      | Niederlande        | 2     | 3         | 2         | 7      |
| 8.    | Alexander Golubew   | Russland           | 1     | 1         | 2         | 4      |
| 9.    | Ådne Søndrål        | Norwegen           | 1     | 1         | 0         | 2      |
| 10.   | Peter Adeberg       | Deutschland        | 1     | 0         | 3         | 4      |
| 11.   | Hiroyasu Shimizu    | Japan              | 1     | 0         | 1         | 2      |
| 12.   | Yasunori Miyabe     | Japan              | 0     | 4         | 2         | 6      |
| 13.   | Arjan Schreuder     | Niederlande        | 0     | 2         | 2         | 4      |
| 14.   | Viktor Tsjupira     | Russland           | 0     | 1         | 2         | 3      |
| 15.   | Sean Ireland        | Kanada             | 0     | 1         | 1         | 2      |
| 16.   | Roland Brunner      | Österreich         | 0     | 1         | 0         | 1      |
| 17.   | Yukinori Miyabe     | Japan              | 0     | 0         | 2         | 2      |
| 18.   | Andrej Muratov      | Russland           | 0     | 0         | 1         | 1      |
| 18.   | Kim Yoon-man        | Südkorea           | 0     | 0         | 1         | 1      |
| 18.   | Kjell Storelid      | Norwegen           | 0     | 0         | 1         | 1      |
| 18.   | Manabu Horii        | Japan              | 0     | 0         | 1         | 1      |
| 18.   | Roberto Sighel      | Italien            | 0     | 0         | 1         | 1      |

### Nationenwertung
Die Nationenwertung zeigt die erfolgreichsten Nationen (Sportler/-innen) des Eisschnelllauf-Weltcups 1992/93.
| Platz | Land                | Siege | 2. Plätze | 3. Plätze | Gesamt |
| ----- | ------------------- | ----- | --------- | --------- | ------ |
| 1.    | Deutschland         | 13    | 9         | 8         | 30     |
| 2.    | Vereinigte Staaten  | 10    | 14        | 6         | 30     |
| 3.    | Belarus             | 9     | 5         | 1         | 15     |
| 4.    | Volksrepublik China | 9     | 2         | 1         | 12     |
| 5.    | Niederlande         | 7     | 13        | 12        | 32     |
| 6.    | Russland            | 5     | 6         | 8         | 19     |
| 7.    | Norwegen            | 5     | 1         | 3         | 9      |
| 8.    | Japan               | 4     | 5         | 10        | 19     |
| 9.    | Österreich          | 0     | 6         | 4         | 10     |
| 10.   | Kanada              | 0     | 2         | 3         | 5      |
| 11.   | Polen               | 0     | 1         | 0         | 1      |
| 12.   | Südkorea            | 0     | 0         | 3         | 3      |
| 13.   | Italien             | 0     | 0         | 1         | 1      |